# Capital G
«Capital G» (в пер. з англ. « Заголовна буква "G" ») — другий сингл з альбому Year Zero американського індастріал-гурту Nine Inch Nails. Реліз промо-CD відбувся 2 квітня 2007 року, в той час як комерційне видання на грамплатівці було випущено 11 червня. 

## Назва
Багато музичних журналістів вважали, що літера «G» в назві пісні позначає ім'я тодішнього президента США Джорджа Буша (англ. George Walker Bush), хоча Трент Резнор заявив, що «G» позначає «Greed» (в пер. з англ. «Жадібність») .

## Реліз
"Capital G" не був привласнений номер Halo через побоювання Трента щодо підвищення цін на його музику, оскільки його рекорд-лейбл планував підняти ціни на Halo, адже, на їхню думку, у Nine Inch Nails такі віддані фани, що вони готові заплатити будь-які гроші за черговий альбом свого улюбленого гурту. Це підтвердив артдиректор Nine Inch Nails Роб Шерідан на сайті офіційного фан-клубу Nine Inch Nails - The Spiral: 
«Це не буде Halo. Це звичайний 9"-вініл, який рекорд-компанія дуже хотіла випустити — як я вважаю, тільки в Європі. Сторона A — це "Capital G, сторона B — це ремікс Дейва Сітека на "Survivalism". Він приверне увагу людей, які колекціонують 9", але ми утрималися від присвоєння йому номера Halo, оскільки він не дуже значущий, і тому звичайні колекціонери не будуть відчувати тиску, що вони повинні дістати його для повноти свого зібрання»
Ротація пісні «Capital G» на різних радіостанціях альтернативного року почалася в квітні 2007 року. Пісня також була доступна для скачування в WAV-форматі на спеціальному вебсайті exterminal.net [Архівовано 14 січня 2013 у Wayback Machine.]. Для цього потрібно виявити на теплочутливій поверхні компакт-диска альбому Year Zero код, за допомогою якого можна було отримати доступ до скачування треку на цьому сайті.
26 квітня 2007 року на офіційному сайті альбому Year Zero були викладені фрагменти композиції «Capital G», що призначалися для створення реміксів за допомогою програм GarageBand та Logic Pro.
«Capital G» входить в пакет завантажуваних треків для відеоігри Rock Band.

## Список композицій

### Промо-CD: Interscope/NINCAPGCDP1 (США)
1. «Capital G»  (альбомна версія)  — 3:51
2. «Capital G»  (відредагована версія)  — 3:49

### Промо-CD: Interscope/INTR-12230-2 (США)
1. «Capital G»  (Phones 666 RPM Mix)  — 7:23
2. «Capital G»  (Switch Remix)  — 5:01

### Грамплатівка: Interscope/173 613-9 (UK)
1. «Capital G»  (альбомна версія)  — 3:49
2. «Survivalism»  (Dave Sitek Remix)  — 4:30

## Позиції в чартах
| Чарт (2007)                | Найвища позиція |
| -------------------------- | --------------- |
| Modern Rock Tracks         | 6               |
| Hot Mainstream Rock Tracks | 25              |
| Велика Британія            | 140             |

## Учасники запису
- Трент Резнор — вокал, Музика/слова, продюсування
- Джош Фріз — ударні
- Джефф «Дабл Джі» Галлегос — баритон-саксофон
- Метт Демерітт — тенор-саксофон
- Елізабет Лі — тромбон
- Вільям Артоуп — труба
- Аттіскус Росс — продюсер